# Hiltrud Westermann-Angerhausen
Hiltrud Westermann-Angerhausen (* 1945) ist eine deutsche Kunsthistorikerin.
Sie studierte Kunstgeschichte und wurde 1972 an der Universität Münster mit einer Arbeit zu Goldschmiedearbeiten der Trierer Egbert-Werkstatt promoviert. Von 1990 bis 2010 war sie Direktorin des Schnütgen-Museums in Köln. In ihre Amtszeit fiel die Planung und Ausführung der Erweiterung des Museums. Auch kuratierte sie in dieser Zeit überregional bedeutsame Ausstellungen zu der Glasmalerei des 13. Jahrhunderts oder dem Schrein von St. Gertrud in Nivelles. 
Sie lehrt als Honorarprofessorin an der Universität Düsseldorf.
Ihr wissenschaftliches Spezialgebiet ist die Kunst des Mittelalters, insbesondere die Goldschmiedekunst.

## Schriften (Auswahl)
- Der Erfurter „Wolfram-Leuchter“. Funktion und Verortung in der Bronzeplastik des 12. Jahrhunderts. In: Falko Bornschein, Karl Heinemeyer, Maria Stürzebecher (Hrsg.): Der Wolfram-Leuchter im Erfurter Dom. Ein romanisches Kunstwerk und sein Umfeld (= Schriften des Vereins für die Geschichte und Altertumskunde von Erfurt. Band 11). Verlagsdruckerei Schmidt, Neustadt an der Aisch 2019, S. 135–160.
- Reliquien – Trophäen – Spolien. Umgang mit Altertümern in der Ottonenzeit. In: Stephan Freund, Thomas Labusiak (Hrsg.): Das dritte Stift. Forschungen zum Quedlinburger Frauenstift (= Essener Forschungen zum Frauenstift. Band 14). Klartext Verlag, Essen 2017, S. 133–164.
- Mittelalterlicher Weihrauchfässer von 800 bis 1500 (= Bronzegeräte des Mittelalters. Band 7). Imhof, Petersberg 2014.
- mit Niklas Gliesmann: Das Brüsseler Passionsretabel (= Patrimonia. Band 231). Berlin 2009.
- Egbert von Trier und Gregor der Große. Tradition und Repräsentation. In: Michael Embach (Hrsg.): Sancta Treveris. Beiträge zu Kirchenbau und bildender Kunst im alten Erzbistum Trier. Festschrift für Franz J. Ronig zum 70. Geburtstag. Paulinus-Verlag, Trier 1999, S. 709–731.
- Die Stiftungen der Gräfin Gertrud. Anspruch und Rang. In: Joachim Ehlers, Dietrich Kötzsche (Hrsg.): Der Welfenschatz und sein Umkreis. Von Zabern, Mainz 1998, S. 51–76.
- mit Carola Hagnau (Hrsg.): Himmelslicht. Europäische Glasmalerei im Jahrhundert des Kölner Dombaus (1248–1349). Ausstellungskatalog. Köln 1998.
- (Hrsg.): Schatz aus den Trümmern. Der Silberschrein von Nivelles und die europäische Hochgotik. Ausstellungskatalog. Locher, Köln 1996.
- Arnt von Kalkar und Zwolle. Das Dreikönigenrelief (= Patrimonia. Band 62). Berlin 1993.
- Spolie und Umfeld in Egberts Trier. Hanns Swarzenski zum Andenken. In: Zeitschrift für Kunstgeschichte 50 (1987), S. 305–336.
- Das ottonische Kreuzreliquiar im Reliquientriptychon von Ste. Croix in Lüttich. In: Wallraf-Richartz-Jahrbuch 36 (1974), S. 7–22.
- Die Goldschmiedearbeiten der Trierer Egbert-Werkstatt (= Trierer Zeitschrift für Geschichte und Kunst des Trierer Landes und seiner Nachbargebiete. Beiheft. Band 4). Spee-Verlag, Trier 1973.